# Consiglio di Stato (Finlandia)
Il Consiglio di Stato della Finlandia (in finlandese valtioneuvosto, in svedese statsrådet) è il gabinetto che dirige il governo della Finlandia.

## Storia
Nel 1918, dopo l'indipendenza della Finlandia, il Gabinetto, che nel Granducato di Finlandia era stato chiamato Senato della Finlandia, fu riorganizzato e rinominato come Consiglio di Stato. Uno dei principali obiettivi della riforma era quello di separare il potere giudiziario dal potere esecutivo.
Secondo la recente revisione della Costituzione della Finlandia (a partire dal 2000), il potere sulla politica estera è detenuto dal presidente della Repubblica, come in Francia, anche se con una definizione molto ristretta di politica estera che esclude un'influenza oltre la preparazioni delle decisioni in seno all'Unione europea. I trattati internazionali e la dichiarazione di guerra sono decisi del Parlamento.
Con la costituzione del 2000, la Finlandia, de jure aderisce ai principi del parlamentarismo, anche se di fatto dal momento che tutti i presidenti da Kyösti Kallio in poi (1936-1940) hanno scelto di nominare Gabinetti tollerati o sostenuti da maggioranze parlamentari.
Le materie entro l'autorità del Consiglio dei ministri sono decise a riunioni plenarie, con un quorum di cinque ministri presenti, nel caso di questioni di vasta importanza o questioni che sono importanti per ragioni di principio. Le meno importanti sono decise all'interno dei rispettivi ministeri.
Le materia entro l'autorità del presidente sono decise a riunioni plenarie del Consiglio dei ministri, con l'eccezione delle nomine, il perdono, e la convocazione di elezioni straordinarie.

## Composizione

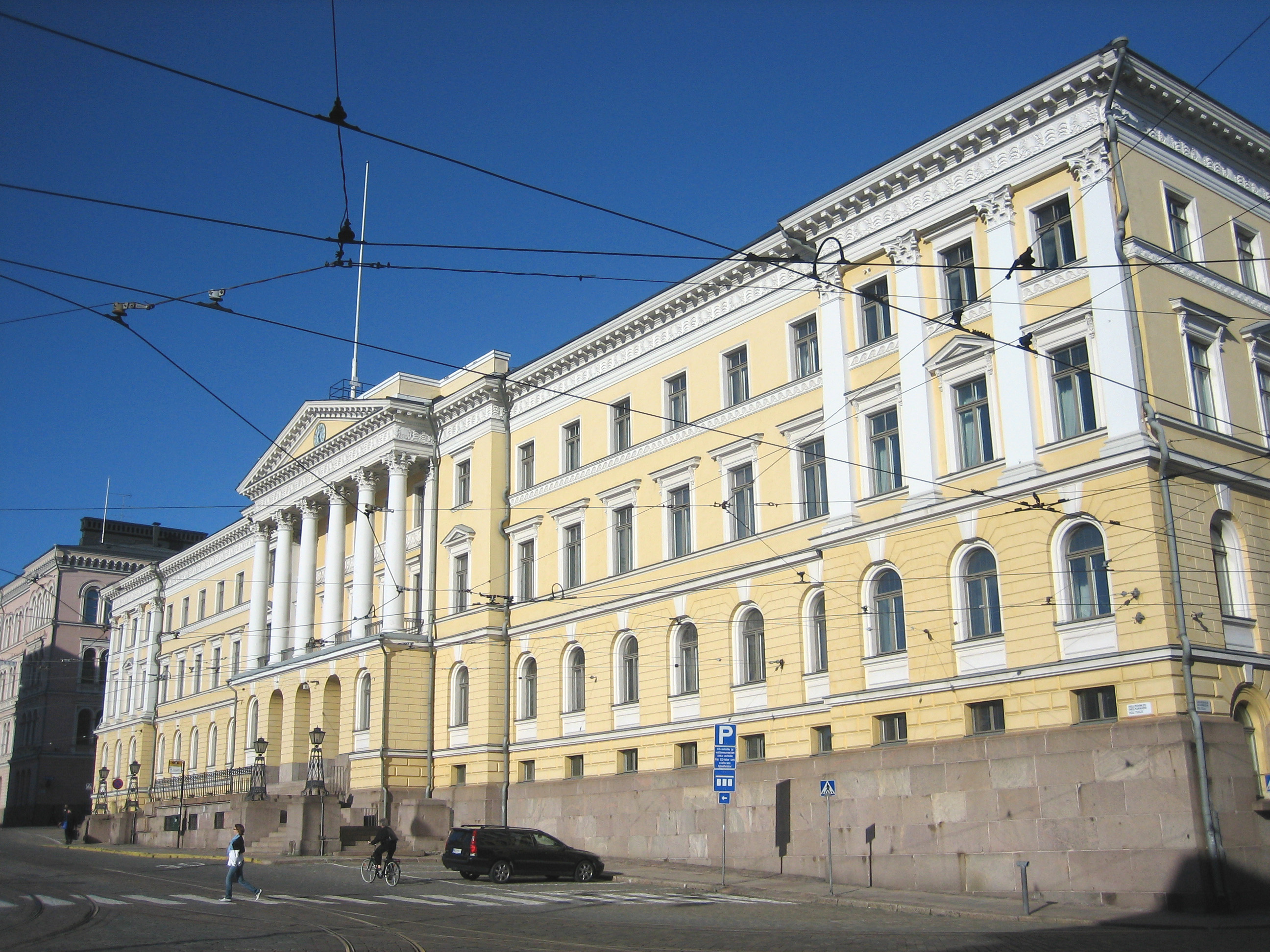
Palazzo del Senato sede del Consiglio di Stato

Il Consiglio di Stato è guidato dal Primo Ministro, egli è dotato dell'Ufficio del Primo Ministro; ente che è responsabile per il Primo Ministro del monitoraggio, l'assistenza e la gestione nel controllo del suo governo. Il Gabinetto del primo ministro è responsabile per la politica di coordinazione e discussione e di sviluppo della UE della Finlandia. Il primo ministro in tutte le circostanze è responsabile dell'attività del governo.
Il presidente della Repubblica nomina il Primo ministro del gabinetto. I ministri nominati devono essere moralmente integri ed essere cittadini finlandesi. Il primo ministro e i ministri sono responsabili delle loro le attività ufficiali di fronte al parlamento, i ministri e il governo deve godere della fiducia del Parlamento. La Finlandia attualmente dispone di 12 ministeri. Essi sono responsabili della preparazione della legislazione di competenza e il Consiglio di Stato decide in merito alla preparazione degli ordini del giorno.
1. Ufficio del primo ministro
2. Ministero degli affari esteri
3. Ministero della giustizia
4. Ministero degli affari interni
5. Ministero della difesa
6. Ministero delle finanze
7. Ministero della pubblica istruzione
8. Ministero delle politiche agricole e forestali
9. Ministero dei trasporti e delle comunicazioni
10. Ministero degli affari sociali e della sanità
11. Ministero del lavoro ed economia
12. Ministero dell'ambiente

Il Consiglio di Stato può avere anche più di dodici ministeri. In parte questo è dovuto alla distribuzione dei ministeri spettanti ai partiti che sostengono il governo.